# Stefanie Dolson
Stefanie Dolson (* 8. Januar 1992 in Port Jervis, New York) ist eine US-amerikanische Basketballspielerin.

## Leben
Dolson ging zur Highschool in Minisink Valley. Sie studierte an der University of Connecticut. Ihre Profikarriere begann sie 2014 in ihrem Heimatland bei den Washington Mystics. Dolson outete sich 2016 als homosexuell. 2017 wurde sie von Chicago Sky verpflichtet. Bei den Olympischen Sommerspielen 2020 gewann sie die Goldmedaille im 3×3-Basketball. Mit ihrem Team Chicago Sky gewann sie 2021 die Meisterschaft in der WNBA.
Außerhalb der WNBA-Saison spielte Dolson für Vereine in asiatischen und europäischen Ländern.

## Erfolge und Auszeichnungen (Auswahl)
- WNBA-Meisterin (2021)
- 2× WNBA All-Star (2015, 2017)
- 2× NCAA-Meisterin (2013, 2014)
- Senior Class Award (2014)
- AAC Defensive Player of the Year (2014)
- WBCA Defensive Player of the Year (2014)